# Зеленоборське міське поселення (Совєтський район)
Зеленобо́рське міське поселення (рос. Зеленоборское городское поселение) — міське поселення у складі Совєтського району Ханти-Мансійського автономного округу Тюменської області Росії.
Адміністративний центр та єдиний населений пункт — селище міського типу Зеленоборськ.
Населення міського поселення становить 2233 особи (2017; 2379 у 2010, 2209 у 2002).
Станом на 2002 рік до складу Зеленоборської селищної ради входило також селище Нюріх (міжселенна територія).